# Oberea brevithorax
Oberea brevithorax là một loài bọ cánh cứng trong họ Cerambycidae.